# NGC 4633
NGC 4633 est une galaxie spirale intermédiaire de type magellanique relativement rapprochée et située dans la constellation des Chevelure de Bérénice. Sa vitesse par rapport au fond diffus cosmologique est de 626 ± 22 km/s, ce qui correspond à une distance de Hubble de 9,23 ± 0,73 Mpc (∼30,1 millions d'al). NGC 4633 a été découverte par l'astronome américain Edward Swift en 1887. Cette galaxie a aussi été observée par l'astronome allemand Arnold Schwassmann le 23 novembre 1900 et elle a été inscrite à l'Index Catalogue sous la cote IC 3688.
La classe de luminosité de NGC 4633 est IV-V et elle présente une large raie HI. Elle renferme également des régions d'hydrogène ionisé.
Bien que NGC 4538 ne figure dans aucun groupe des sources consultées, sa désignation VCC 1929 (Virgo Cluster Catalogue) indique qu'elle fait partie de l'amas de la Vierge.

## Distance de NGC 4633
La vitesse radiale de 291 km/s de NGC 4633 est trop faible et on ne peut utiliser la loi de Hubble-Lemaître pour calculer sa distance à partir du décalage vers le rouge. Trois mesures non basées sur le décalage vers le rouge (redshift) ont été réalisées à ce jour et la moyenne de celles-ci donnent une distance de 21,200 ± 1,400 Mpc (∼69,1 millions d'al), ce qui est loin à l'extérieur des valeurs de la distance de Hubble. Cette galaxie se dirige donc vers le centre de l'amas de la Vierge en direction de la Voie lacté.

## Interaction avec NGC 4634

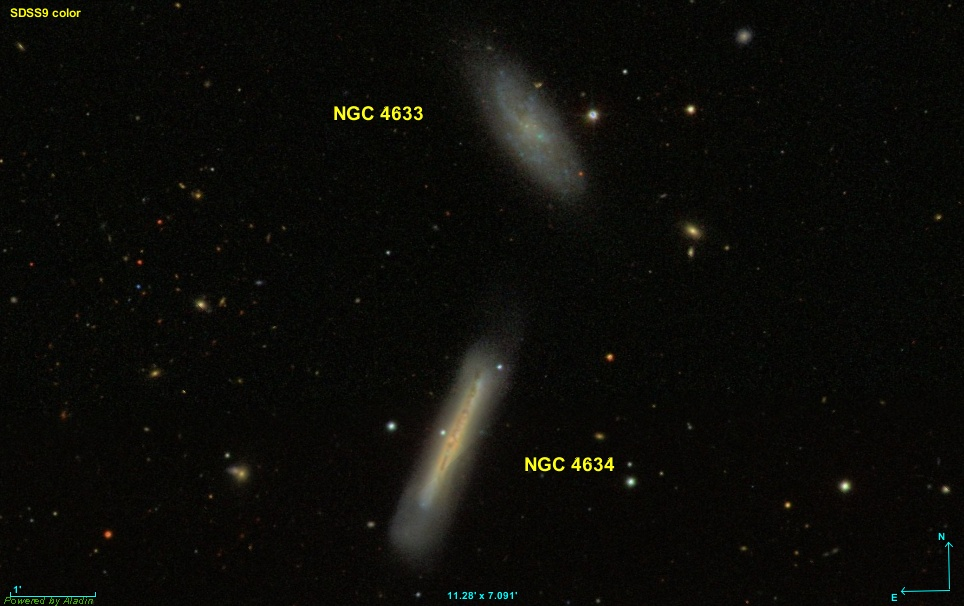
La paire de galaxies NGC 4633 et NGC 4634.

NGC 4633 et NGC 4634, désignée comme HOLM 268B et HOLM 268A , la 268e entrée du catalogue des paires de galaxies du catalogue d'Erik Holmberg, forment une paire de galaxies en interaction rapprochée de la Voie lactée. Selon E.L. Turner, les galaxies NGC 4633 et NGC 4634 forment une paire de galaxies rapprochées.
Ces deux galaxies font partie de l'amas de la Vierge.